# Julia Vipsania
Pour les articles homonymes, voir Julia.
Julia Vipsania ou Julia Minor (19 av. J.-C. - v.28) est la fille de Marcus Vipsanius Agrippa et de Julia. 

## Biographie
Elle épouse Lucius Æmilius Paullus, fils d’Æmilius Lepidus Paullus ou Paul Émile Lépide le censeur, et a deux enfants, Æmilia Lepida et Marcus Æmilius Lepidus.
Comme sa mère avant elle, elle est exilée en l'an 8 sur l'île de Pandateria en raison de sa liaison coupable avec D. Junius Silanus. Auguste lui défendit de reconnaître et d'élever l'enfant qu'elle avait mis au monde quelque temps après sa condamnation. À la mort d'Auguste, celui-ci avait interdit qu'elle soit inhumée avec lui dans le même tombeau.